# 中国黄河电视台
中国黄河电视台（英語：China Yellow River Television），备案名山西广播电视台国际频道和山西广播电视台教育文化频道，成立于1991年，由“中国黄河电视台理事会”成员电视台共办、山西省广播电视局承办，从事对外传播。

## 沿革
1994年，中国黄河电视台结合全中国160個省、市、县級电视台，组成中国第一家地方电视台对外宣传节目联合体，名為“中国黄河电视台理事会”，总部设在山西省太原市，成员包含中国历史文化名城电视外宣协作网、中国县级市电视外宣协作网、中国城市电视外宣协作网、中国省会城市电视外宣协作网、山西电视外宣协作体的成员。1994年6月，广播电影电视部批准中国黄河电视台理事会的成立。2004年6月，中国黄河电视台国际台开播。
中国黄河电视台原为山西电视台第二套节目；2004年，中国黄河电视台改组，从山西省广电系统脱离，成为一家独立机构。不过在广电总局截至2012年12月份的《广播电视播出机构及频道频率名录》上，该台依然属于山西省广电系统的一部分。
2004年10月1日，中国黄河电视台、中国中央电视台、北京电视台、东方卫视、南方电视台、凤凰卫视、亚洲电视等电视台一起在长城平台落地开播，覆盖北美地区。2007年11月，国家广播电影电视总局和国家汉语国际推广领导小组办公室批准中国黄河电视台建立中国第一家“电视孔子学院”，取名為“黄河电视孔子学院”。2008年12月17日，黄河电视孔子学院在太原市举行试播仪式。2008年12月18日，黄河电视孔子学院开始通过美国斯科拉卫星教育电视网，每天试播两小时的汉语教学节目。
2020年8月28日，经国家广播电视总局批准，山西广播电视台国际频道（中国黄河电视台）正式停播。

## 节目
中国黄河电视台现有三套电视节目（民生频道、国际台、斯科拉台）和一套广播节目（山西文艺广播），节目覆盖山西省内和北美地区。民生频道与山西文艺广播為国內频道，国际台為“对外教育文化频道”，斯科拉台為“对外汉语教学频道”。国内台以“黄河电视台”为呼号，节目覆盖山西省全部及周边地区。国际台以“中国黄河电视台”为呼号，通过美国第二大卫星直播电视公司EchoStar的网络，节目覆盖北美地区。斯科拉台以“中国黄河电视台”为呼号，通过美国斯科拉（SCOLA）卫星教育电视网的三个频道（新闻频道、综合频道、“黄河汉语学校”频道），每天以汉语播出中国新闻、汉语教学、专栏、专题、综艺、电视剧节目，节目覆盖北美地区和中南美洲部分地区。